# 下呂市金山市民会館
下呂市金山市民会館（げろしかなやましみんかいかん）は、岐阜県下呂市にある公共施設（集会施設、福祉施設）である。単に金山市民会館ともいう。

## 概要
- 下呂市の市民会館の一つである[1]。市民会館と公民館の複合施設であり、1階と3階が市民会館、2階が金山公民館である[2]。
- 旧・益田郡金山町により、1974年（昭和49年）に金山町民会館として開館。2004年（平成16年）3月1日に下呂市の発足により下呂市の施設となり、下呂市金山市民会館となる。その後、「金山市民会館周辺公共施設整備事業」の一環として建物の耐震補強と増築改築、内部の改修を行い、金山公民館を2階に移転[3]、2008年（平成20年）4月1日に竣工する[4][5]。

## 施設概要
1階　（金山市民会館）
- 事務室
- 金山児童館
- 金山図書館

2階　（金山公民館）
- 研修室 3室
- 和室　2室
- 調理実習室

3階　（金山市民会館）
- 大集会室

## 利用案内
- 開館時間 : 9:00 - 22:00
- 休館日 : 第3日曜日、年末年始

## 交通アクセス

### 公共交通機関
- JR高山本線飛騨金山駅下車、徒歩で約15分
- デマンド金山・市街地循環線を利用。

## 周辺施設
- 下呂市立金山小学校
- 下呂市立かなやまこども園